# Вестерн-гитара
Вестерн-гитара (англ. western guitar) разновидность акустической гитары с металлическими струнами, зауженным грифом и близкой к классической формой корпуса, которая используется преимущественно для аккомпанемента вокальной партии, а также как сольный инструмент.

## История
В 20-е и 30-е годы XX века американской фирмой C. F. Martin & Company был совершён ряд революционных изменений в устройстве гитары. Жильные струны были заменены на стальные. Для поглощения увеличившегося напряжения, которое они создавали, внутренняя часть деки была усилена системой из дополнительных балок (bracing). Для более комфортной игры в верхних позициях корпус был сдвинут от 12 лада к 14-му. В дальнейшем все производители подобного типа гитар копировали эти нововведения. Также значительный вклад в развитие конструкции внесла фирма Gibson, которая снабдила вестерн-гитару анкерным стержнем. Таким образом в 20-х годах XX века сформировался новый тип гитары, который известен во всём мире как вестерн-гитара.

## Особенности конструкции
Конструктивные особенности вестерн-гитары проистекают из её главного назначения — аккомпанемента вокальной партии. Среди данных особенностей можно выделить следующие:
1. Использование металлических струн, звучание которых, в отличие от нейлоновых, хорошо контрастирует со звучанием человеческого голоса. Поэтому голос вокалиста хорошо слышен, даже если исполнитель не обладает выдающимися вокальными данными.
2. Корпус примыкает к грифу у 14 лада (а не у 12 лада, как у классической гитары). Это позволяет легче брать пауэр-аккорды и аккорды с баррэ в высоких позициях.
3. Использование системы балок и анкерного стержня, которые необходимы для компенсации высокого натяжения металлических струн.
4. Более узкий гриф по сравнению с классической гитарой.

## Близкие инструменты
Наиболее близкой к вестерн-гитаре является дредноут-гитара, от которой она отличается формой и размерами корпуса. У дредноут-гитары корпус увеличен, имеет более угловатую форму и расширенную «талию», что позволяет инструменту звучать громче. Корпус вестерн-гитары обладает как правило средними размерами, узкой «талией» и плавными изгибами, которые делают его ближе к традиционной форме классической гитары.

## Техника игры
Игру на вестерн-гитаре от игры на классической гитаре отличает ряд технических приёмов:
1. Традиционно на вестерн-гитаре играют с помощью медиатора, что также является следствием применения струн из металла. Медиатор позволяет добиться более чёткого звукоизвлечения, а также избежать повреждения ногтей, которое может возникать при игре аккордов «боем». Хотя встречаются исполнители, которые играют на вестерн-гитарах пальцами. Данный вопрос сильно зависит от исполнительского уровня гитариста и стиля музыки.
2. Так как вестерн-гитару отличает зауженный гриф, то это даёт возможность использования большого пальца для прижимания басовых струн. Но данный приём не настолько распространён, как применение медиатора.
3. Тонкие стальные струны позволяют легче использовать приёмы, типичные для джаза и рока: слайды, бенды, джазовое вибрато.
4. Глушение струн с помощью касания струн ребром ладони у подставки, которое меняет тембр инструмента на приглушённый (данный тип глушения не стоит путать с глушением внутренней частью ладони, придающее звучанию перкуссионность).

Все вышеописанные приёмы используются также при игре на электрогитаре. Поэтому игра на вестерн-гитаре может служить подготовкой к игре на электрогитаре или как переходный вариант от классической гитары к электрогитаре. Более того, рок-музыканты как правило используют в качестве акустической гитары именно вестерн-гитару. Иногда даже в пределах одной песни, как это делает солист группы Metallica Джеймс Хэтфилд в песне Unforgiven. Тем не менее надо отметить, что арсенал технических средств на электрогитаре значительно шире. Прежде всего это касается глушения струн при игре с перегрузом. Поэтому игра на вестерн-гитаре может подготовить к игре на электрогитаре лишь частично.